# Canon BJ-10e
Canon BJ-10e — чёрно-белый портативный струйный принтер, производившийся компанией Canon с 1990 года.

## Принцип работы
Принтер использует технологию термической струйной «пузырьковой» печати (bubble jet), при которой капельки испускаются соплом в результате образования воздушно-чернильных пузырьков в ходе закипания чернил на поверхности нагревателя.

## Технические характеристики
Принтер имеет следующие технические характеристики:
| Характеристика                      | Значение                                                   |
| ----------------------------------- | ---------------------------------------------------------- |
| Высота                              | 4,8 см                                                     |
| Ширина                              | 31 см                                                      |
| Глубина                             | 22 см                                                      |
| Вес                                 | 1,8 кг                                                     |
| Цветность                           | чёрно-белая печать                                         |
| Скорость печати                     | 83 символа в секунду                                       |
| Интерфейс                           | LPT                                                        |
| Совместимость                       | IBM ProPrinter, Bubble Jet 130e                            |
| Разрешение                          | Экономичный режим: 180×360 Высокое качество: 360×360       |
| Подача бумаги                       | фрикционная подача, полистовая подача, печать на конвертах |
| Ресурс картриджа                    | 700000 символов                                            |
| Тип батареи                         | Никель-кадмиевая (дополнительная опция)                    |
| Продолжительность работы от батареи | 40 минут                                                   |
| Время заряда                        | около 10 часов                                             |

## Особенности
Скорость работы не зависит от используемого режима и составляет 83 символа в секунду. Возможно использование загружаемых шрифтов. Печатная головка является частью картриджа и заменяется вместе с ним. Подача бумаги возможна только по одному листу. Для использования автоподачи необходимо приобретение дополнительного аксессуара Canon ASF-6410 Auto Sheet Feeder, который вмещает 30 листов бумаги форматов А4 или B5.

## Оценки
В обзоре в журнале Compute! принтер назвали компактным, лёгким и тихим, пригодным для аккуратного использования в качестве портативного принтера. По результатам тестирования, печать 40-страничного документа заняла около 33 минут, 4-страничной графики GEM Artline — приблизительно 21 минуту.
Журнал PC Mag присвоил принтеру награду «выбор редакции». Достоинствами были признаны портативность, небольшая цена картриджа и качество печати текста, сравнимое с обеспечиваемым лазерным принтером. В числе недостатков было отмечено замятие бумаги при подаче листа до полного завершения печати предыдущего, а также невысокое качество печати графики.

## Производные продукты
Принтер Canon BJ-10e стал основой для выпущенного Apple струйного принтера Stylewriter, а также выпускался по лицензии компанией Brother под обозначением Brother HJ-100i.